# Thomas Kinkade
William Thomas Kinkade III (Sacramento, 19 gennaio 1958 – Monte Sereno, 6 aprile 2012) è stato un pittore, illustratore e gallerista statunitense, noto come "the Painter of Light" (il pittore della luce).
I suoi dipinti e le sue stampe raffigurano principalmente paesaggi idillici di tipo naturale, bucolico, pastorale, con cottage e scene tipiche dei villaggi e dei piccoli borghi, immerse in atmosfere fiabesche, natalizie o fantastiche, ma ha lavorato anche su riproduzione di immagini tratti da film d'animazione.

## Biografia
Thomas Kinkade è cresciuto nella città di Placerville, in California.
Al liceo Kinkade conobbe Glenn Wessels, un ex professore nel dipartimento dell'arte presso l'University of California. Wessels incoraggiò Kinkade di legare la sua arte più direttamente alle emozioni (piuttosto che la sola osservazione) e di sperimentare forme altamente personali di espressione. Egli influenzò la decisione di Kinkade di frequentare l'Università della California a Berkley.
Dopo due anni, Thomas si trasferì all'Art Center College of Design di Pasadena.

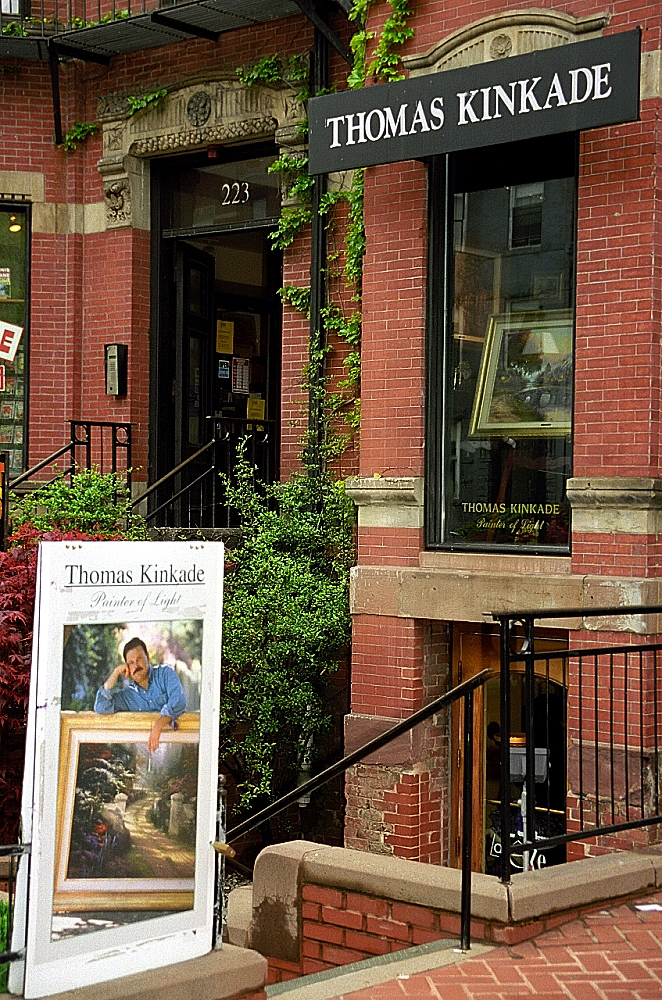
La galleria Kinkade gallery a Boston (2008) con il dipinto Spring Gate in mostra.

Nel giugno 1980, Kinkade trascorse l'estate viaggiando attraverso gli Stati Uniti con il suo amico di college James Gurney. I due, terminato il loro viaggio, a New York ottennero un contratto con la Guptill Publications per produrre un manuale di disegno. Due anni più tardi hanno prodotto The Artist's Guide to Sketching, che è stato uno dei best seller dello stesso anno. Il successo del libro  li aiutò a farsi assumere dai Ralph Bakshi Studios per dipingere sfondi per il film d'animazione Fire and Ice.
Kinkade sposò Nanette Wiley, sua fidanzata del liceo, nel 1982 e la coppia ha avuto quattro figlie: Merritt, Chandler, Winsor, Everett, tutti nomi di artisti famosi.

### Lavoro e stile
La sua carriera pittorica cominciò negli anni '80.
Thomas Kinkade riempiva creativamente i suoi quadri con “note d'amore” nascondendo la lettera "N" nei suoi dipinti come tributo alla moglie, Nanette. 

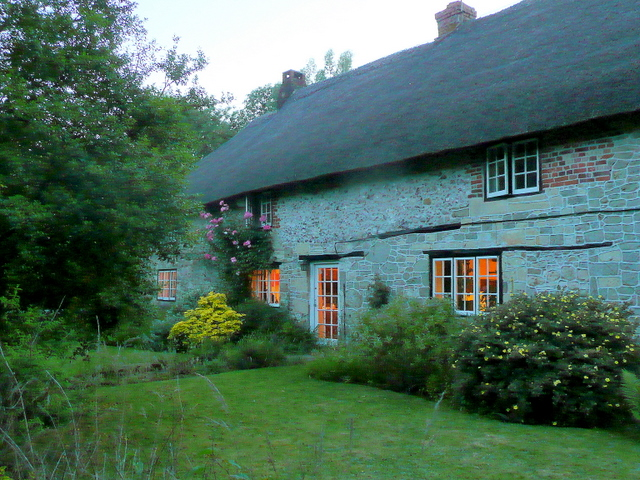
Le scene di cottage e giardini dipinti da Kinkade sono perlopiù ispirati dalla regione del Cotswolds (Inghilterra).

Nel 1984 Thomas e Nanette Kinkade cominciarono a pubblicare i propri lavori con "Dawson", un omaggio all'Alaska, come prima stampa di Thomas Kinkade. Fu un grande successo e Dawson esaurì in breve tempo. Con l'aiuto da parte di alcuni investitori aprì in poco tempo moltissime gallerie in tutto il paese.
Da quel giorno, Thomas dipinse oltre 1.000 quadri che ritraggono paesaggi naturali, vedute, scenari idilliaci di giardini, corsi d'acqua, cottage in pietra, fari e strade principali, il tutto rappresentato con forme morbide, ampio uso della luce e di brillanti colori pastello.
La sua città natale, Placerville (dove le sue opere sono onnipresenti) è l'ispirazione di molti paesaggi innevati e della sua strada. 
È presente, seppure al centesimo posto, nella lista degli uomini più potenti dell'arte del 2008, redatta dalla rivista ArtReview. 

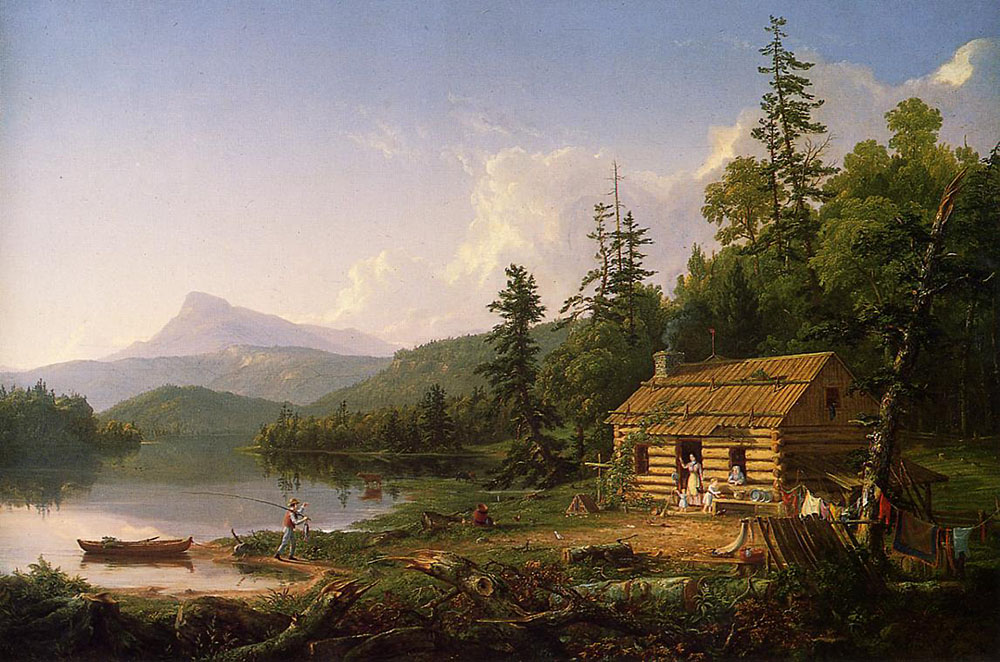
Home in the Woods di Thomas Cole (1847), il cui stile influenzò Kinkade.

Kinkade dipingeva in uno stile neoromantico e vagamente vittoriano (si veda il movimento Christmas treasury e l'Arts and Crafts), ispirato anche dai film d'animazione di Walt Disney, e, soprattutto, dal luminismo americano espresso nel XIX secolo dalla Hudson River School (ad esempio da Thomas Cole).
La maggioranza dei critici d'arte descrisse i suoi quadri come privi di sostanza, etichettandoli come "arte da scatola di cioccolatini", "kitsch", "zuccherosi" e "arte commerciale". 
Kinkade, che era celebrato soprattutto a livello di cultura di massa, e si autodefiniva - con un'espressione registrata come un marchio commerciale - Painter of Light (pittore della luce), è tuttora l'artista americano più collezionato del mondo, avendo venduto milioni di quadri e stampe, comprese sia copie che migliaia di riproduzioni a olio, eseguite da lui o da collaboratori, dello stesso dipinto originale.

### Ultimi anni
Durante i suoi ultimi anni di vita Kinkade si separò dalla moglie e, nonostante il grande successo, soffrì di alcolismo, venendo anche arrestato e processato per guida in stato di ebbrezza. Il 6 aprile 2012, Thomas Kinkade morì nella sua casa di Monte Sereno, California, a causa di intossicazione acuta di alcol e diazepam dovuta a overdose accidentale. Aveva 54 anni. La famiglia, principalmente l'ex moglie, ha inizialmente dichiarato che fosse deceduto per cause naturali, mentre la compagna di Kinkade, Amy Pinto-Walsh, che frequentava da circa 20 mesi, ha affermato che morì pacificamente nel sonno, ma dopo aver bevuto la sera precedente diversi drink e assunto sedativi per dormire (benzodiazepine), cosa confermata dell'autopsia. È sepolto al Madronia Cemetery di Saratoga (California).

## Beneficenze e collaborazioni
Thomas Kinkade è stato coinvolto in numerose collaborazioni, tra cui una partnership con una delle principali organizzazioni caritatevoli degli Stati Uniti, The Salvation Army. Due stampe di beneficenza speciali sono stati creati per The Salvation Army, The Season of Giving and The Light of Freedom. Il ricavato è stato devoluto al Fondo Generale The Salvation Army e per aiutare le sezioni di New York, Pennsylvania e Washington D.C.
Più di $ 1.5 milioni sono stati donati in seguito a questa affiliazione tra Thomas Kinkade e questi vari enti di beneficenza.
La Fondazione Thomas Kinkade serve e sostiene organizzazioni non-profit incentrate sui bambini, di soccorso umanitario e le arti. 
Thomas Kinkade è stato scelto come portavoce nazionale per la Make-A-Wish Foundation e ha raccolto oltre $ 150.000 per l'organizzazione.
Inoltre ha realizzato per la Disney numerose opere raffiguranti romantici paesaggi con alcuni tra i personaggi più famosi tratti dai classici animati della celebre azienda (ricordiamo: Biancaneve e i sette nani, Pinocchio, Fantasia, Dumbo, Bambi, Cenerentola, Alice nel Paese delle Meraviglie, Peter Pan, Lilli e il vagabondo, La bella addormentata nel bosco, La carica dei 101, Il libro della giungla, Gli Aristogatti, RobinHood, Le avventure di Winnie the Pooh, Le avventure di Bianca e Bernie, Red e Toby nemiciamici,La sirenetta, La bella e la bestia, Aladdin, Il re leone, Pocahontas, Hercules, Mulan, Lilo & Stitch, La principessa e il ranocchio, Rapunzel, Frozen, Oceania e  Encanto).

La serie è intitolata The Disney Dreams Collection by Thomas Kinkade.

## Fede religiosa

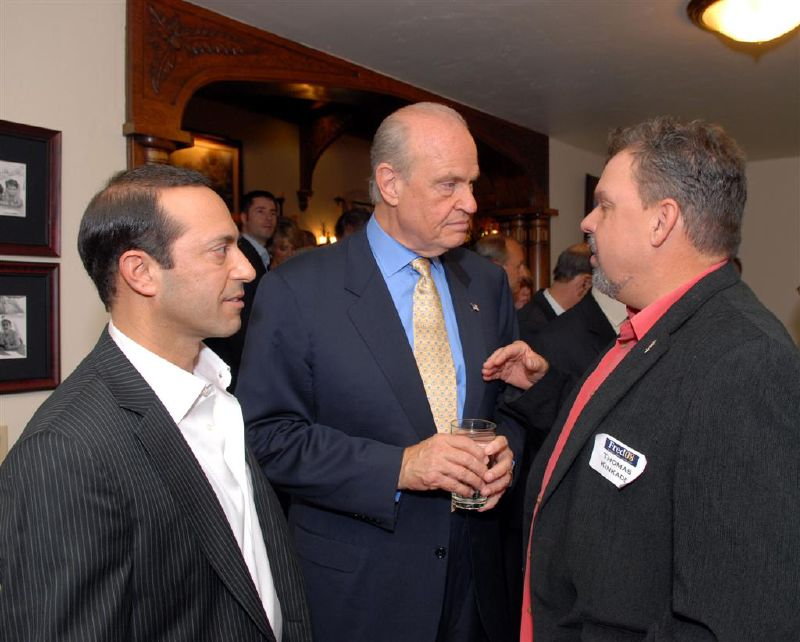
Kinkade nel 2007, ad un incontro in sostegno della campagna presidenziale del politico repubblicano Fred Thompson (al centro) in vista delle elezioni primarie del 2008

Thomas Kinkade, di fede cristiana e membro della Chiesa del Nazareno, di orientamento evangelicale-metodista, accreditava a Dio la propria capacità e l'ispirazione per creare i suoi quadri. Il suo obiettivo come artista fu quello di toccare le persone di tutte le fedi, per portare "la pace e la gioia" nella loro vita attraverso le immagini che creava. Molte immagini contengono anche specifiche allusioni a certi passaggi della Bibbia.

## Premi
Thomas Kinkade ha ricevuto numerosi riconoscimenti per le sue opere e per le proprie attività di beneficenza, tra cui: 
- diversi National Association of Limited Edition Dealers (NALED), premi per Artist of the Year and Graphic Artist of the Year, e la sua arte è stata nominata Lithograph of the Year nove volte.
- nel 2002 è stato introdotto nel California Tourism Hall of Fame come un individuo che ha influenzato la percezione del pubblico del turismo in California come attraverso le sue immagini ha fatto della California un'attrazione turistica.
- è stato scelto per commemorare il Salt Lake City 2002 e l'Olympic Winter Games 2002 World Series.
- 2002 World Children's Center Humanitarian Award per il suo contributo a migliorare il benessere dei bambini e delle loro famiglie attraverso il suo lavoro con Kolorful Kids and Art for Children.
- Nel 2003, Thomas Kinkade è stato scelto come portavoce nazionale per il Make-A-Wish Foundation e ha raccolto oltre $ 350,000 per l'organizzazione.
- Nel 2004 ha ricevuto un premio speciale dalla NALED riconoscendolo come il più premiato artista negli ultimi 25 anni.
- Nel 2004, NALED ha onorato Thomas Kinkade con il Eugene Freedman Humanitarian Award.
- Nel 2004, è stato selezionato per la seconda volta dal Christmas Pageant of Peace a dipingere il National Christmas Tree in Washington, D.C. Il dipinto, Simboli di libertà, era l'immagine ufficiale per il Pageant of Peace 2004.

## Filmografia
Nel novembre del 2008 è uscito in DVD un film (autoprodotto) sulla storia dell'artista, dal titolo Thomas Kinkade's Christmas Cottage, nel quale si svela la vicenda che lo ispirò nella realizzazione della sua opera più celebre, The Christmas Cottage: il pericolo, corso dalla madre, di perdere il cottage di famiglia. Nel film, Kinkade è interpretato da Jared Padalecki, Marcia Gay Harden fa la parte della madre e Peter O'Toole è il mentore del giovane Kinkade, che esorta il suo promettente allievo: «Dipingi la luce, Thomas! Dipingi la luce!».